# Juan Ignacio Gilardi
Pour les articles homonymes, voir Gilardi.
Juan Ignacio Gilardi est un joueur argentin de hockey sur gazon né le 14 novembre 1981. Il a remporté avec l'équipe d'Argentine la médaille d'or du tournoi masculin aux Jeux olympiques d'été de 2016 à Rio de Janeiro.